# 손영제 추천문집 및 손석좌 성은당문집 목판
손영제 추천문집 및 손석좌 성은당문집 목판(孫英濟 鄒川文集 및 孫碩佐 星隱堂文集 木板)은 대한민국 경상남도 밀양시 교동에 있는 조선 선조 때의 문신인 추천 손영제와 성은당 손석좌의 문집을 새긴 목판이다.
1995년 5월 2일 경상남도의 유형문화재 제303호 추천 선생 및 성은당 문집책판으로 지정되었다가, 2018년 12월 20일 현재의 명칭으로 변경되었다.

## 개요
조선 선조 때의 문신인 추천 손영제와 성은당 손석좌의 문집을 새긴 목판이다.
손영제는 명종 16년(1561) 문과에 급제하여 사헌부지평, 성균관 전적 등을 역임했으며, 예안현감으로 부임해서 퇴계 이황의 문하에 나아가 강학하면서 선조 7년(1574)에 재산을 털어 도산서원을 설립하기도 하였다.
손석좌는 현종 때 진사로서 일찍이 경사에 능통했으며 시에 능하여 성균관 유생들의 추종을 받았다. 만년에 입신할 것을 많이 권유받았으나 스스로 벼슬길에 나아가지 않았다.
현재 교동 밀성 손씨 문중의 종가에서 두 선생의 문집책판을 보관하여 관리하고 있다.

## 참고 문헌
- 손영제 추천문집 및 손석좌 성은당문집 목판 - 국가유산청 국가유산포털